# Orathai Srimanee
Orathai Srimanee (thai: อรทัย ศรีมณี), född 12 juni 1988, är en thailändsk fotbollsspelare.
Hon spelar som forward i det thailändska landslaget och för klubblaget Khonkaen FC.